# Albrechtschraufita
L'albrechtschraufita és un mineral de la classe dels carbonats. Va ser anomenat l'any 1984 per Kurt Mereiter en honor d'Albrecht Schrauf. Visualment és molt similar a la liebigita i a altres minerals secundaris d'urani.

## Característiques
L'albrechtschraufita és un carbonat de fórmula química MgCa₄F₂[UO₂(CO₃)₃]₂(H₂O)₁₃·5H₂O. Cristal·litza en el sistema triclínic. La seva duresa a l'escala de Mohs és 2 a 3.
Segons la classificació de Nickel-Strunz, l'albrechtschraufita pertany a «02.ED: Uranil carbonats, amb relació UO₂:CO₃ = 1:3» juntament amb els següents minerals: bayleyita, swartzita, liebigita, rabbittita, andersonita, grimselita, widenmannita, znucalita, čejkaïta i agricolaïta.

## Formació i jaciments
Es va descriure en un espècimen de schröckingerita en un museu.